# 鶯沢町
鶯沢町（うぐいすざわちょう）は、2005年まで宮城県北西部の栗原郡にあった町である。1100年の歴史を有し、鉛と亜鉛を産出する細倉鉱山があった。2005年4月1日に栗原郡内全町村と合併し、栗原市となった。鴬沢と略字で表記されることもある。

## 地理
宮城県北西部、栗駒山の南東麓に位置し、北に栗駒山を望む。町域の西側が山地ないし丘陵地、東側が田園地帯である。二迫川が町の北西部から南東に流れ、鶯沢の市街の中心部を通って東に抜ける。細倉鉱山はその支流の鉛川沿いにあり、そこにも市街地がある。2005年に廃止するまで長く合併を経験しなかったため、周辺町村より面積が小さかった。
- 河川：二迫川、鉛川
- 平均気温：12.7℃
- 年間降水量：1,458mm

### 隣接していた自治体
- 宮城県
  - 栗原郡栗駒町、一迫町、花山村

## 歴史
- 大同年間または貞観年間に鉱山が開発されたといわれる。
- 1889年（明治22年） - 市町村制施行以前の鶯沢村がそのまま継続する。
- 1923年（大正12年）4月26日 - 村内で大火。670戸焼失[1]。
- 1951年（昭和26年）4月1日 - 鶯沢村が町制施行し、鶯沢町となる。
- 2005年（平成17年）4月1日 - 栗原郡内全町村が合併し、栗原市となる。

## 行政
- 最後の町長：葛岡重利（2003年〜）

## 経済

### 産業
- 産業別就業者数（2000年国勢調査）
  - 第一次産業：258人
  - 第二次産業：630人
  - 第三次産業：642人
- 産業別生産額（1999年市町村民所得統計）
  - 第一次産業： 303.5百万円
  - 第二次産業：3,431.4百万円
  - 第三次産業：3,619.1百万円

## 教育
- 高等学校
  - 宮城県鶯沢工業高等学校
- 中学校
  - 鶯沢町立鶯沢中学校
- 小学校
  - 鶯沢町立鶯沢小学校

## 交通

### 鉄道
- くりはら田園鉄道
  - くりはら田園鉄道線：鶯沢駅 - 鶯沢工業高校前駅 - 細倉マインパーク前駅

### 道路
- 一般国道
  - 国道457号
- 都道府県道
  - 宮城県道178号花山一迫線
  - 宮城県道179号文字上尾松線
  - 宮城県道180号文字下細倉線

## 名所・旧跡・観光スポット・祭事・催事
- 細倉マインパーク
- 細倉鉱山資料館
- 金田森公園
- 八幡神社
- 細倉山神社

### 祭り・イベント
- 裸みこし（どんど祭）（1月15日）
- 梅盆栽祭り（3月1〜2日）
- さつき祭り（6月14〜16日）
- うぐいすの里夏まつり（8月14日）
- 金田森フェスティバル（10月中旬ごろ）

## 出身有名人
- 御法川正男（実業家）
- 市川一朗（参議院議員）
- 蘇武幸志（元バレーボール全日本）